# Samuel Elisée Bridel-Brideri
Samuel Élisée von Bridel-Brideri (Crassier, Cantão de Vaud, 28 de Novembro de 1761 — Gotha, 7 de Janeiro de 1828) foi um botânico, especialista em briologia, poeta e bibliotecário de origem suíça, mas com a carreira profissional e académica feita na Alemanha. Foi um dos mais reputados briólogos do seu tempo.

## Biografia
Nasceu em Crassier, pequena comuna do cantão de Vaud, de onde partiu para estudar na Universidade de Lausanne. Pouco depois, com 19 anos de idade, foi contratado para tutor dos príncipes de Sachsen-Gotha-Altenburg (August e Friedrich), mais tarde duques reinantes de Sachsen-Gotha-Altenburg.
Acabou por se fixar em Gotha, ao tempo uma cidade do Estado Livre da Turíngia (Freistaat Thüringen) trabalhando como bibliotecário, e onde em 1804 foi feito membro do Conselho Privado (em alemão: "Geheimer Legationsrat"; Consiliis Secretis Legationis Saxo-Gothanae em latim). Permaneceria em Gotha, cidade onde desenvolveria toda a sua carreira e onde faleceu.
No campo da botânica dedicou-se ao estudo dos musgos, ganhando a reputação de ser um dos melhores briologistas do seu tempo. Em resultado da sua investigação, em 1797 e 1803 publicou a obra Muscoloria recentiorum em dois volumes, que posteriormente ampliou com suplementos publicados entre 1806 e 1822. Nos anos seguintes procedeu à revisão do material publicado ao tempo sobre briologia e elaborou a sua grande obra, que intitulou Bryologia universa, publicada em dois volumes em 1826 e 1827 na cidade de Leipzig. Nesta obra apresentou um novo sistema de classificação para os briófitos, sistema que ao tempo teve grande expansão, mas que foi progressivamente abandonado a partir de finais do século XIX, embora alguns dos seus traços marcantes ainda estejam presentes nas actuais classificações.
Para além dos seus trabalhos botânicos, Bridel também se dedicou à escrita de poesia em francês, com destaque para a obra Délassements poétiques, havendo traduções de algumas das suas obras para alemão e latim.
Parte do seu herbário foi adquirido e está conservado pelo Museu Botânico de Berlim (do Botanischer Garten und Botanisches Museum Berlin-Dahlem). Durante a Segunda Guerra Mundial, a colecção salvou-se parcialmente da destruição causada pelos bombardeamentos aliados de Berlim por ter sido separada da colecção principal. Na actualidade consiste em 1006 pastas de herbário, cada uma contendo entre um e 30 documentos. O paradeiro do resto da sua colecção é desconhecido. Alguns dos seus manuscritos (24 cartas, alguns livros de notas e documentos pessoais) estão na colecção da Forschungsbibliothek Gotha (Universitäts- und Forschungsbibliothek Erfurt/Gotha) alojada no Schloss Friedenstein, em Gotha, na Turíngia.
Em 1825 foi eleito membro da Academia Leopoldina (Deutsche Akademie der Naturforscher Leopoldina). Foi também homenageado com a utilização do seu nome como epónimo na nomenclatura científica. Um dos géneros propostos por Carl Ludwig Willdenow recebeu o nome genérico Bridelia (da ordem Malpighiales) em sua honra.
Bridel está sepultado no cemitério II de Gotha (Friedhof II - Gotha), mas o túmulo já não existe.

## Obra
Bridel é autor, entre outras, das seguintes monografias:
- M** Les délassemens poétiques Lausanne: LaCombe, 1788
- Muscologia recentiorum seu analysis, historia et descriptio methodica omnium muscorum frondosorum hucusque cognitorum ad normam Hedwigii, Gothae: apud C. G. Ettingerum, Paris, apud Barrois iuniorem, 1797-1803 (reimpressão Zug: Inter-Documentation, [1980?])
- Muscologiae recentiorum supplementum Gothae: apud C. G. Ettingerum, 1806-1822. 4 vols.
- S.É.Bridel, recolhidas e publicadas pelo barão de Bilderbeck Les loisirs de Polymnie et d'Euterpe: ou Choix de poésies diverses. Paris: Maradan, 1808
- Methodus nova muscorum: ad naturae mormam melius instituta et muscologiae recentiorum accommodata Gothae: apud A. Ukertum, 1819
- Bryologia universa seu systematica ad novam methodum dispositio, historia et descriptio omnium muscorum frondosorum hucusque cognitorum cum synonymia ex auctoribus probatissimis. Accedunt tabulae aeneae tredeci Lipsiae: Sumtibus Joan. Ambros. Barth, 1826-1827 2 vol. (reimpresso em Amsterdam, 1976)

Obras disponíveis em formato digital
- Muscologia... de 1797-1803
- Muscologia...supplementum
- Bryologia universa I
- Bryologia universa II

Obras reimpressas
- Muscologia recentiorum, 2 Bände (1797, 1801, 1803) doi:10.5962/bhl.title.21 samt vier Supplementen (1806, 1812, 1817, 1822)[4] doi:10.5962/bhl.title.20
- Methodus nova muscorum. (1819) doi:10.5962/bhl.title.81816 (1822) doi:10.5962/bhl.title.57892
- Bryologia universa (1826, 1827)[4] doi:10.5962/bhl.title.60260